# 1826 Miller

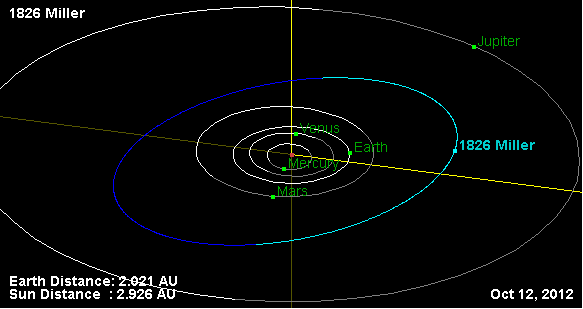
Orbita asteroidului 1826 Miller (Jet Propulsion Laboratory)

1826 Miller este un asteroid din centura principală, descoperit pe 14 septembrie 1955, de Goethe Link Obs..